# سورس (محرك لعبة)
سورس (بالإنجليزية: Source)‏ هو محرك ألعاب طورته شركة فالف ليخلف المحرك السابق جولد سورس. تم إطلاقه رسميا في سنة 2004 مع لعبة كاونتر سترايك سورس التي تبعتها هاف-لايف 2. تم صنعه أساسا لتحسين ألعاب التصويب من منظور الشخص الأول لكنه استخدم في أنواع أخرى. المحرك هو نسخة معدلة بشدة من محرك كوايك إنجن الذي طوره المبرمج الأمريكي جون كارماك. يستخدم المحرك كل من بينك فيديو وميلز ساوند سيستم لتشغيل الفيديو والصوت.

## ألعاب تستخدمه

### ألعاب فالف
- هاف-لايف 2 (2004)
- كاونتر سترايك سورس (2004)
- هاف-لايف: سورس (2004)
- هاف-لايف 2: ديثماتش (2004)
- داي أوف ديفيت: سورس (2005)
- هاف-لايف 2: الحلقة الأولى (2006)
- هاف-لايف 2: الحلقة الثانية (2007)
- تيم فورتريس 2 (2007)
- بورتال (2007)
- لفت 4 ديد (2007)
- لفت 4 ديد 2 (2009)
- آيليان سوارم (2010)
- بورتال 2 (2011)
- كاونتر سترايك جلوبال اوفنسيف (2012)
- دوتا 2 (2013)

### ألعاب شركات أخرى
- - Vampire: The Masquerade – Bloodlines (2004)
  - Garry's Mod (2006)
  - SiN Episodes (2006)
  - Dark Messiah of Might and Magic (2006)
  - The Ship (2006)
  - Kuma\War (2006)
  - Dystopia (2007)
  - Insurgency: Modern Infantry Combat (2007)
  - Zombie Panic! Source (2007)
  - Zeno Clash[39] (2009)
  - NeoTokyo (2009)
  - Bloody Good Time (2010)
  - Vindictus (2010)
  - Pirates, Vikings and Knights II (2010)
  - E.Y.E.: Divine Cybermancy (2011)
  - No More Room in Hell (2011)
  - Nuclear Dawn (2011)
  - Postal III (2011)
  - Dino D-Day (2011)
  - Dear Esther (2012)
  - Black Mesa (2012)
  - Tactical Intervention (2013)
  - The Stanley Parable (2013)
  - Blade Symphony (2014)
  - Consortium (2014)
  - Contagion (2014)
  - Insurgency (2014)
  - Titanfall (2014)
  - Fistful of Frags (2014)
  - Portal Stories: Mel (2015)
  - The Beginner's Guide (2015)
  - Infra (2016)
  - Titanfall 2 (2016) (تم تعديل اللعبة بقوة)
  - Day of Infamy (2017)
  - Apex Legends (2019) (تم تعديل اللعبة بقوة)

### سورس 2
- دوتا 2 (2013) (نقل تطويرها من النسخة الأولى من المحرك سورس إلى سورس 2 عام 2015)
- ذا لاب (2016) (استخدم في إصلاح الروبوت فقط؛ أنشئت بقية الألعاب المصغرة باستخدام محرك يونيتي)
- آرتيفاكت (2018)
- هاف-لايف: أليكس (2020)